# Awaza

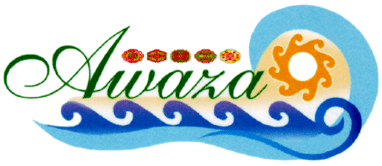
Logo kurortu

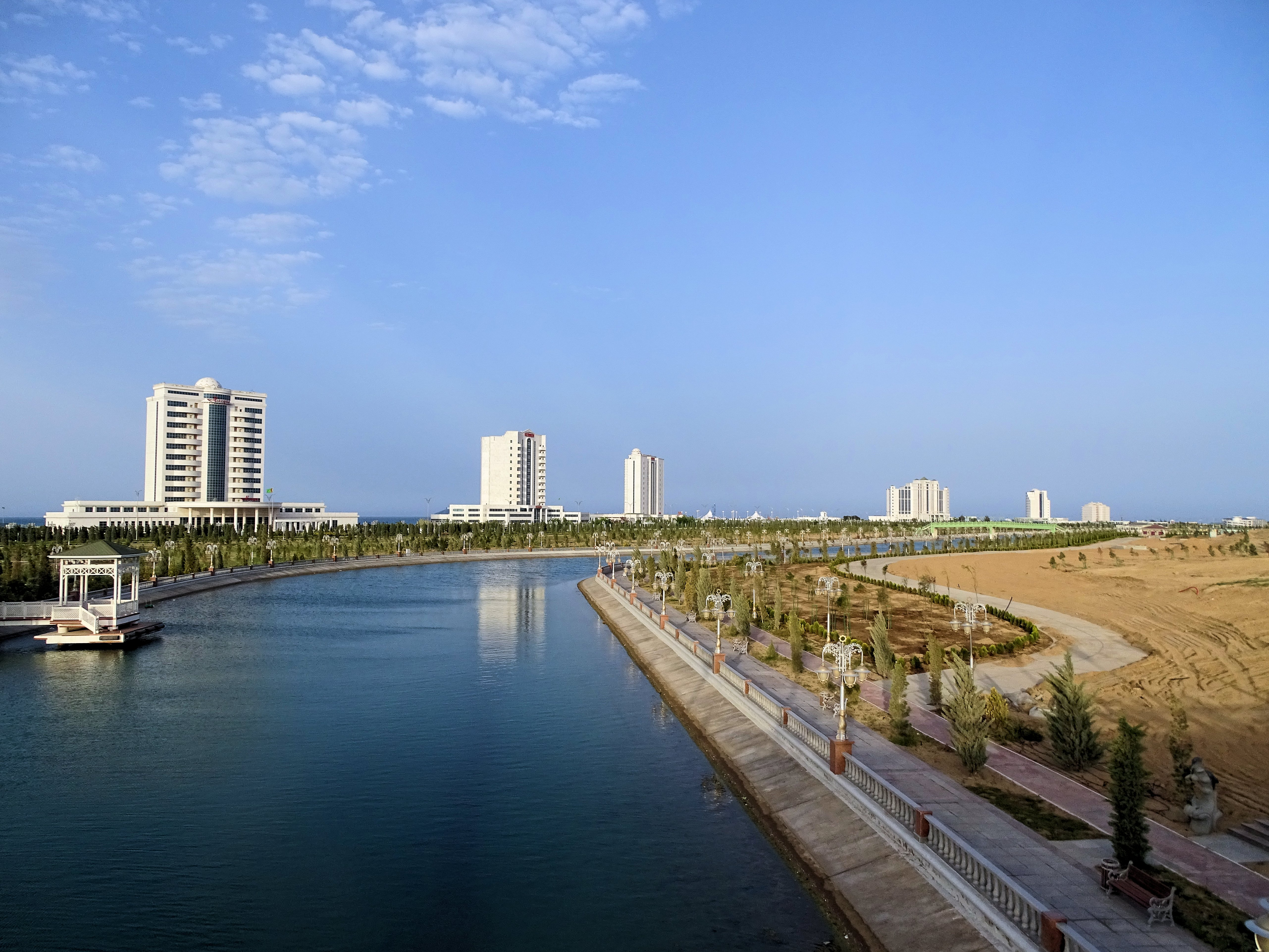
Hotele w Awazie

Awaza (oficjalnie Narodowa Strefa Turystyczna „Awaza”; turkm. «Awaza» milli syýahatçylyk zolagy) – kurort w budowie, położony na wschodnim wybrzeżu Morza Kaspijskiego, ok. 12 km na południowy zachód od miasta Turkmenbaszy w Turkmenistanie. Powstał w 2009 roku na polecenie prezydenta kraju Gurbanguly Berdimuhamedowa. Istnieją plany znacznej rozbudowy.

## Historia
W 2009 roku oddano część inwestycji do użytku o wartości 1,5 miliarda dolarów. Było to 8 wieżowców z bazą hotelową i restauracyjną. W kolejnych latach planowane jest powiększenie kurortu o następne 15 wieżowców oraz dwie sztuczne wyspy z hotelami, restauracjami, aquaparkiem, kasynami i centrum rozrywki. Całość inwestycji ma być ukończona w 2020 roku łącznym kosztem 5 mld dolarów.

## Krytyka przedsięwzięcia
Powszechnie uważa się, że inwestycja jest marnotrawstwem państwowych pieniędzy, ponieważ już teraz kurort nie cieszy się specjalnym zainteresowaniem turystów.